# Virserums Sparbank
Virserums Sparbank är en sparbank med ett kontor i Virserum i Hultsfreds kommun, Kalmar län. Banken lyder under sparbankslagen och är fristående, men har samarbetsavtal om exempelvis datatjänster med Swedbank. Virserums Sparbank är medlem i Sparbankernas Riksförbund.

## Historia
Under 1800-talet kom handeln i Virserum att öka kraftigt. Det fanns banker i Målilla och i Mörlunda, men det behövdes nu en bank på närmare håll. Önskemålet om en ny bank på orten framfördes till kommunstämman i februari 1884. Efter korta överläggningar enades man om att en ny bank skulle bildas. Virserums Sparbank har sedan dess haft Virserum och angränsande socknar som huvudsakligt verksamhetsområde.
År 2017 utförde Westnova Management AB en jämförelse av soliditeten hos Sveriges banker per 2017-12-31. Detta visade att landets fristående sparbanker hade en genomsnittlig soliditet på 15,4  procent, tre gånger högre än storbankernas 5,6 procent. I topp fanns Virserums sparbank med 31,0 procent, Sparbanken Lidköping AB med 30,3 procent och Högsby sparbank med 27,8 procent.